# Mauricio Vieyto
Mauricio Sebastián Vieyto Acosta (Montevidéu, 5 de dezembro de 1996) é um  voleibolista indoor e também jogador de vôlei de praia uruguaio, com marca de alcance de 348 cm no ataque e 330 cm no bloqueio.

## Carreira
Iniciou no voleibol de quadra (indoor), desde o ano de 2012 até o 2014, foi convocado para as categorias de base da seleção uruguaia, Sub-15 e Sub-17,para disputar os campeonato sul-americanos. No vôlei de praia esteve com Hans Hannibal no circuito sul-americano , quando finalizaram em nono lugar na etapa de Sobral, juntos também, terminaram na quarta posição na I edição Jogos Sul-Americanos da Juventude de 2013 em Lima, então, fez dueto com Marco Cairús na primeira etapa do qualificatório para os Jogos Olímpicos de Verão da Juventude de 2014, esta etapa foi realizada em Assunção e conquistaram a medalha de bronze, estiveram juntos na etapa de Montevidéue avançaram as semifinais e conquistaram o terceiro lugar, mesma colocação na etapa de Cochabamba, o vice-campeonato  em Vargas e o terceiro lugar em Lima, terminaram em primeiro do ranking, e qualificaram-se para os referidos jogos olímpicos da categoria.
Em 2014, esteve com Marco Cairús, e pela primeira vez disputou os Jogos Olímpicos de Verão da Juventude de 2014 em Nanquim e conquistaram a quinta posição, também estiveram juntos no circuito sul-americano na etapa em Pocitos, Montevidéue finalizaram na nona posição, e na etapa de Atacames formou dupla com Guillermo Williman e conquistaram o quarto lugar.
No circuito sul-americano de 2015, esteve com Guillermo Williman na etapa de Montevidéu e terminara na nona posição,  o quinto lugar na etapa de La Serena e o quarto lugar na etapa de Cochabamba, depois, na etapa de Macuto ao lado de Hans Hannibal terminaram na nona posição, depois, juntos terminaram em quinto em Punta Negra e no Finals CSV 2014-15 realizado em Carrizal e disputaram os Jogos Universitários de Praia em Aracaju e conquistaram a medalha de ouro.Ainda em 2015, competiu ao lado de Renzo Cairús na etapa de Valência pelo circuito espanhol e alcançaram a terceira posição, depois disputaram a edição dos Pan de Toronto 2015 e terminaram em quinto lugar.
Em 2016, esteve com Marco Cairús no circuito sul-americano e conquistam a quinta posição nas etapas sul-americanas em Ancón (distrito), Cartagena das Índias, nas duas etapas em Buenos Aires e o nono lugar em Assunção, e ainda competiram no Campeonato Mundial Sub-21 de 2016 em Lucerna e finalizaram em nono lugar e com Renzo Cairús disputou fase final da Continental Cup em Santiago e terminaram na terceira posição .
No circuito sul-americano de 2017,  retomou a dupla com Marco Cairús e conquistam o quarto lugar na etapa de Coquimboe em Lima, assim como a quinta posição na etapa de Rosário (Argentina) e o quarto lugar no Finals CSV 2016-17 realizado em Maringá e terminaram na trigésima sétima colocação no Mundial de Viena 2017.
Juntamente com Marco Cairús, conquistou no circuito sul-americano de 2018, o quinto lugar em Nova Viçosa, o quarto lugar na etapa de Cañete, a quinta posição em Santa Cruz de Cabrália e o sétimo lugar no Finals CSV 2017-18 em Resistência (Chaco), e estrearam no circuito mundial, no torneio quatro estrelas em Itapema e finalizaram na vigésima quinta posição e na décima terceira posição no torneio uma estrela de Miguel Pereira.
Em 2019, com Marco Cairús terminou em quarto lugar na etapa do circuito sul-americano de São Francisco do Sul, sendo vice-campeões na etapa de Coquimbo  pela Continental Cup e nesta mesma cidade conquistou o quinto lugar pelo circuito sul-americano assim como na etapa de Brasília e o nono lugar na etapa de Camaçari e , conquistaram ainda o título da etapa de Lima e a medalha de ouro na edição dos Jogos Sul-Americanos de Praia de 2019 em Rosário (Argentina), e nesta temporada, terminaram na trigésima terceira posição no torneio quatro estrelas em Itapema, pelo circuito mundial, e ainda repetiram esta colocação quando competiram na edição do Mundial de Hamburgo 2019 e o sexto lugar na edição dos Jogos Pan-Americanos de 2019 em Lima.
Em 2021, disputou o King of the Court ao lado do alemão Paul Becker e terminou na sexta posição.Em 2022, disputou o circuito da AVP com o estadunidense Phillip Catanzaro no torneio de Waupaca Boatride
Na temporada 2019-20, migra para o voleibol de quadra, e atua pelo CSyD Juan Ferreira e é campeão do torneio clausura da Super Liga Uruguaia, na jornada 2020-21, foi contratado pelo time Enosis Neon Paralimni e foi vice-campeão da copa cipriota, no período de 2021-22 atuou pelo  Pafiakos Paphos e conquistou o vice-camopeonato na Liga Cipriota, e disputou a jornada 2022-23 pelo AO Kalamata 80 sendo vice-campeão da Liga Grega e renovou para 2023-24.

## Títulos e resultados
- Finals CSV de 2016-17
- Jogos Sul-Americanos da Juventude de 2013